# サベナ (小惑星)
サベナ (15329 Sabena) は小惑星帯に位置する小惑星。ベルギーの天文学者エリック・エルストがヨーロッパ南天天文台で発見した。
2001年まで存在したベルギーの航空会社、サベナ・ベルギー航空から命名された。